# Jacek Grembocki
Jacek Włodzimierz Grembocki (ur. 10 marca 1965 w Gdańsku) – polski piłkarz, obrońca. Długoletni zawodnik Lechii Gdańsk i Górnika Zabrze. Trener GKS Kolbudy, były trener m.in. Polonii Warszawa.

## Życiorys
Jest wychowankiem Lechii i w tej drużynie debiutował w seniorskiej piłce. W 1983 Lechia zdobyła Puchar Polski jako zaledwie III ligowiec, a Grembocki zagrał w meczu finałowym. Wystąpił również w spotkaniach z Juventusem w ramach Pucharu Zdobywców Pucharów i znalazł się wśród zwycięzców Superpucharu Polski. Z Lechią awansował do ekstraklasy.
Piłkarzem Górnika został w 1986 i jego barw bronił przez 9 sezonów. Dwukrotnie zdobył tytuł mistrza Polski (1987, 1988). Wiosną 1995 grał w Petrochemii Płock, jesienią w Lechii, potem wyjechał za granicę (Wenezuela, Niemcy). Po powrocie do kraju ponownie trafił do Lechii, karierę – także jako grający trener – kontynuował w zespołach z niższych klas rozgrywkowych.
Trener Cartusii Kartuzy, Olimpii Osowa (Gdańsk), Orła Trąbki Wielkie, Znicza Pruszków oraz Polonii Warszawa. Następnie trener Bałtyku Gdynia i Amatora Kiełpino oraz juniorów KS Chwaszczyno. W styczniu 2016 został dyrektorem sportowym w Olimpii Osowa.

## Kariera reprezentacyjna
W reprezentacji Polski debiutował 18 marca 1987 w meczu z Finlandią, ostatni raz zagrał w 1994. Łącznie w biało-czerwonych barwach rozegrał 7 spotkań.
| lp. | Data             | Miejsce                | Przeciwnik | Rezultat | Rozgrywki       | Grał   | Uwagi        |
| --- | ---------------- | ---------------------- | ---------- | -------- | --------------- | ------ | ------------ |
| 1.  | 18 marca 1987    | Rybnik                 | Finlandia  | 3-1      | towarzyski      | od 36' |              |
| 2.  | 23 września 1987 | Warszawa               | Węgry      | 3-2      | elim. Euro 1988 | 90'    |              |
| 3.  | 13 marca 1991    | Warszawa               | Finlandia  | 1-1      | towarzyski      | od 80' |              |
| 4.  | 21 sierpnia 1991 | Gdynia                 | Szwecja    | 2-0      | towarzyski      | 90'    |              |
| 5.  | 9 lutego 1994    | Santa Cruz de Tenerife | Hiszpania  | 1-1      | towarzyski      | 90'    | Żółta kartka |
| 6.  | 23 marca 1994    | Saloniki               | Grecja     | 0-0      | towarzyski      | do 82' | Żółta kartka |
| 7.  | 17 maja 1994     | Katowice               | Austria    | 3-4      | towarzyski      | do 67' |              |

## Sukcesy
Górnik Zabrze
- Mistrzostwo Polski (2): 1986/87; 1987/88
- Puchar Polski: 1988

Lechia Gdańsk
- Puchar Polski: 1982/83
- Superpuchar: 1983